# Марков Микола Петрович
Марков Микола Петрович (? — 1895) — церковний історик, журналіст, громадський діяч у Російській імперії. Ректор Чернігівської духовної семінарії.

## Життєпис
Народився у Курській губернії у родині священника.
Після навчання у духовному училище він продовжує навчання у Курському духовному училищі, а трохи згодом закінчує Київську духовну академію.
У вересні 1861 року призначений на посаду викладача на кафедру церковної історії у Воронізькій духовній семінарії. У 1881 році отримує сан протоієрея.
У 1882 його призначають на посаду ректора Чернігівської духовної семінарії. В цьому навчальному закладі він викладав богослов'я.
Впродовж 1884–1890 років обіймав посаду редактора неофіційної частини часопису «Черниговские епархиальные известия». Написав нарис, присвячений Чернігівському Спасо-Преображенському собору та ґрунтовну публікацію, яка була присвячена історії Єлецького монастиря.
Помер у жовтні 1895 року.